# Ottorino
Ottorino  è un nome proprio di persona italiano maschile.

## Varianti
- Femminili: Ottorina[2][3]

## Origine e diffusione
Si tratta di una variante di Ottolino, che era un diminutivo piuttosto diffuso del nome Oddo (alcune fonti lo riconducono ad un altro diminutivo, "Ottonino", che però non è documentato).
Alla diffusione in Italia ha contribuito la popolarità del personaggio di Ottorino Visconti, dal romanzo Marco Visconti di Tommaso Grossi; è attestato su tutto il territorio, con frequenza maggiore in Toscana e minore nel Meridione.

## Onomastico
Non vi sono santi chiamati Ottorino, e il nome è quindi adespota; l'onomastico può essere festeggiato eventualmente lo stesso giorno del nome Oddo, da cui deriva.

## Persone

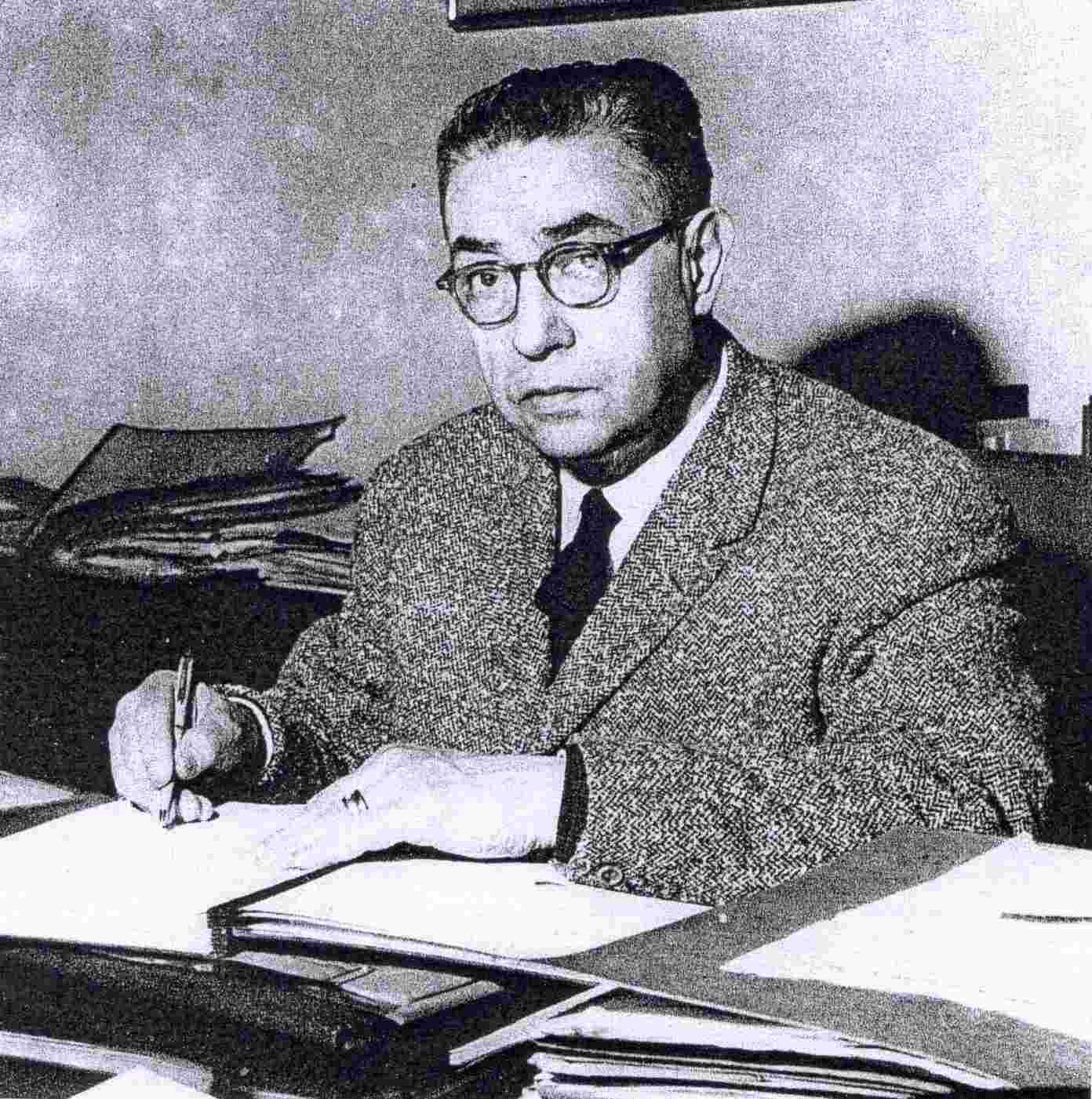
Ottorino Barassi

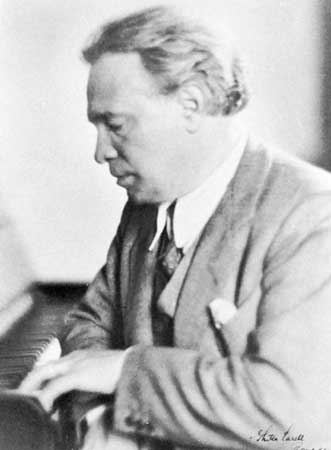
Ottorino Respighi

- Ottorino Barassi, dirigente sportivo italiano
- Ottorino Bettarello, rugbista a 15 italiano
- Ottorino Casanova, calciatore italiano
- Ottorino De Fiore, geologo e vulcanologo italiano
- Ottorino Flaborea, cestista e allenatore di pallacanestro italiano
- Ottorino Luschi, fantino italiano
- Ottorino Marcolini, presbitero italiano
- Ottorino Mezzalama, alpinista italiano
- Ottorino Mezzetti, generale italiano
- Ottorino Orlandini, partigiano e antifascista italiano
- Ottorino Perrone, politico italiano
- Ottorino Pianigiani, magistrato e politico italiano
- Ottorino Piotti, calciatore e dirigente sportivo italiano
- Ottorino Pomilio, ingegnere aeronautico ed imprenditore italiano
- Ottorino Respighi, compositore, musicologo e direttore d'orchestra italiano
- Ottorino Zanon, presbitero italiano

## Il nome nelle arti
- Ottorino Visconti è un personaggio del romanzo storico di Tommaso Grossi Marco Visconti.